# Servicio de radio rural
En el ámbito de la telecomunicación estadounidense, un Servicio de radio rural es un servicio público de radio conformado por estaciones fijas de frecuencias por debajo de los 1000 MHz utilizadas para proveer al medio rural de:
- Servicio de telecomunicaciones básico via radio: Servicio de comunicación público entre una oficina central y múltiples suscriptores locales en áreas rurales.
- Servicio de mensajería público entre lugares con conexión terrestres y otros impracticables o imposibles de interconectar de otro modo.
- Línea telefónica privada, telégrafo o servicio de fax entre dos o más puntos donde no es posible la conexión via terrestre.

## Fuente
- Federal Standard 1037C y Code of Federal Regulations, Telecommunications, Parts 0-199